# Jonesburg (Misuri)
Jonesburg es una ciudad ubicada en el condado de Montgomery en el estado estadounidense de Misuri. En el Censo de 2010 tenía una población de 768 habitantes y una densidad poblacional de 253,22 personas por km².

## Geografía
Jonesburg se encuentra ubicada en las coordenadas 38°51′15″N 91°18′21″O / 38.85417, -91.30583. Según la Oficina del Censo de los Estados Unidos, Jonesburg tiene una superficie total de 3.03 km², de la cual 3.03 km² corresponden a tierra firme y (0%) 0 km² es agua.

## Demografía
Según el censo de 2010, había 768 personas residiendo en Jonesburg. La densidad de población era de 253,22 hab./km². De los 768 habitantes, Jonesburg estaba compuesto por el 94.27% blancos, el 0.78% eran afroamericanos, el 0.26% eran amerindios, el 0.13% eran asiáticos, el 0% eran isleños del Pacífico, el 1.17% eran de otras razas y el 3.39% pertenecían a dos o más razas. Del total de la población el 2.21% eran hispanos o latinos de cualquier raza.